# فيوليتا بارا
فيوليتا ديل كارمن بارا ساندوفال (بالإسبانية: Violeta Parra)‏ (4 أكتوبر 1917 - 5 فبراير 1967)، عالمة موسيقى الشعوب، فلكلورية، فنانة مرئية وموسيقية تشيلية من مؤسسي الموسيقى التشيلية الحديثة لتجديد الموسيقى التقليدية التشيلية التي اتخدها الرئيس التشيلي سلفادور أليندي نوع الموسيقى الوطنية خلال فترة حكمه. حتى أصبحت تعرف ب«أم الوسيقى الفولكلورية اللاتينية».

## حياتها

### نشأتها
ولدت بارا في مدينة سان كارلوس بإقليم بيو بيو في 4 أكتوبر 1917 وهي تنتمي لعائلة بارا الفنية التي عرفت في تشيلي، حيث كان والدها مدرس موسيقى وكانت والدتها تجيد العزف على القيثارة فيما كان أخوها شاعرا مشهورا بقصائده الحديثة.

### وفاتها
توفيت بارا في  1967 بعد تعرضها لطلقة نارية قاتلة في الرأس على غرار فيكتور جارا بعد حملة تصفية لرموز العدالة الاجتماعية في تشيلي التي كانت تعيق مطامع الديكتاتور أوغستو بينوشيه.

## تكريمها
فيوليتا ذهبت إلى الجنة بالإنجليزية هو فيلم سيرة تشيلي عن حياة فيوليتا بارا أنتج سنة 2011، تناول الفيلم عن حياتها الشخصية ورحلاتها في أوروبا ثم ظروف وفاتها. الفيلم اختير ضمن ترشيحات الأفلام التشيلية لجائزة أفضل فيلم بلغة أجنبية ضمن جائزة الأوسكار في دورته 48. كما فاز بجائزة أفضل فيلم دراما ضمن مهرجان صاندانس السينمائي سنة 2012.